# Ao Vivo em São Paulo (álbum de Heloisa Rosa)
Ao Vivo em São Paulo é o primeiro álbum ao vivo da cantora Heloisa Rosa, lançado pela Musile Records em setembro de 2014. O repertório é uma seleção dos maiores sucessos da cantora. O projeto foi dirigido por Hugo Pessoa. O disco recebeu elogios da mídia especializada.
Versões com o áudio do show foram lançadas em CD físico, em dois volumes. O show, como um todo, foi lançado em áudio digitalmente.

## Faixas
| Críticas profissionais | Críticas profissionais |
| Avaliações da crítica  | Avaliações da crítica  |
| Fonte                  | Avaliação              |
| ---------------------- | ---------------------- |
| O Propagador           | [ 5 ]                  |
| Super Gospel           | (favorável)            |

1. Intro / Vaidade
2. Dançarei Contigo
3. Não Temerei
4. Há um Lugar
5. A Queda / Seis da Tarde
6. Deus Meu
7. Estante da Vida
8. Clamarei Teu Santo Nome
9. A Redenção / Lindo Jesus
10. Jesus É o Caminho
11. Se Andarmos na Luz
12. Minha Alma (My Soul Sings)
13. Vem Andar Comigo
14. Hoje Eu Sei
15. Estou Livre
16. Eu Vejo a Cruz